# Out of Your Mind
Out of Your Mind è un singolo dei True Steppers scritto e inciso insieme a Dane Bowers e Victoria Beckham, al suo debutto come cantante solista.

## Descrizione
Il singolo è stato pubblicato il 14 agosto 2000 dall'etichetta discografica Virgin.
Il brano uscì nella stessa settimana del brano house del disc jockey italiano Spiller Groovejet (If This Ain't Love), interpretato da un'esordiente Sophie Ellis-Bextor, che riuscì a strappare la vetta della classifica britannica dei singoli al duo, che si posizionò al secondo posto. La "battaglia" al vertice della classifica fu oggetto di attenzione mediatica anche per la promozione del brano effettuata dalla cantante proveniente dalle Spice Girls nei negozi di dischi e di libri, alla quale spesso partecipava anche il compagno David Beckham, all'apice della carriera calcistica.
Ha comunque venduto nella sua prima settimana di pubblicazione 180 000 copie, per un totale di copie vendute pari a 395.141, che hanno valso la certificazione di disco d'oro in Regno Unito con una permanenza totale nelle classifiche di vendita di 20 settimane. È stato il 21° singolo più venduto nel 2000 e il 152° più venduto nel Regno Unito fra il 2000 e il 2010.

## Tracce e formati
UK CD
1. Out of Your Mind (Radio Edit) – 3:27
2. Out of Your Mind (10 Below vs X-Men Vocal Mix) – 4:12
3. Out of Your Mind (10 Below Dub) – 4:25

European 2-Track CD
1. Out of Your Mind (Radio Edit) – 3:27
2. Out of Your Mind (10 Below vs X-Men Vocal Mix) – 4:12

## Classifiche
| Classifica        | Posizione |
| ----------------- | --------- |
| Regno Unito       | 2         |
| Norvegia          | 5         |
| Belgio (Vallonia) | 8         |
| Paesi Bassi       | 16        |
| Svezia            | 23        |
| Australia         | 27        |
| Italia            | 10        |
| Belgio (Fiandre)  | 39        |
| Svizzera          | 98        |